# Seattle
Seattle er den største by i delstaten Washington i den nordvestlige del af USA. Seattle har 737.015(2020) indbyggere, og der bor omkring 3,5 millioner mennesker i byområdet på 15,265 km². Byen er beliggende mellem Puget Sound i vest og Lake Washington i øst. Det gør, at Seattleområdet er meget langstrakt. Byen ligger ca. 175 km syd for grænsen mellem USA og Canada, og er den nordligste større amerikanske by i de sammenhængende 48 stater.
Byen har en stor og alsidig industri med nogle af USA's førende firmaer inden for fly- og rumfartsindustri (Boeing), skibsværftsindustri (Vigor Shipyards), træ- og papirindustri (Weyerhaeuser) og computerindustri (Microsoft). Af betydning er også fødevareindustri (især fiskekonserves), forskningsindustrier (bl.a. biomedicin og oceanografi), bank- og forsikringsvirksomhed samt skibsfart, handel og fiskeri. Havnen er hjemsted for en stor fiskerflåde og talrige fragt- og passagerskibe. Ud over handelen med især Østasien er der færgefart til bl.a. Alaska og Vancouver Island (Canada).
Seattle er en velbesøgt turistby og med bl.a. University of Washington (1861) et stort uddannelsescenter. Byen er især kendt for sine mange kaffebarer og sin imponerende musikhistorie. Jazzmusikere som Quincy Jones og Ray Charles fik deres gennembrud mens de boede i byen. Byen er også fødested for Jimi Hendrix og den musikalske genre kaldet grunge, med bands som Pearl Jam, Nirvana og Soundgarden kommer fra Seattle.

## Historie
Arkæologiske fund viser, at området har været beboet siden den sidste istid (for ca. 10.000 år siden). I midten af 1850'erne, da de første hvide kom til området, lå der 17 landsbyer, tilhørende den stamme af oprindelige indianere, der i dag kaldes Duwamish, i området. Stammens navn for sig selv var Dkhw'Duw'Absh, der betyder "Folket fra det indre". De første hvide, der slog sig ned i området, var en ekspedition under ledelse af Arthur A. Denny, der kom til området omkring Puget Sound i 1851. De grundlagde en bebyggelse, som de kaldte New York. Bebyggelsen skiftede placering en del i de første par år, og navnet skiftede til Duwumps, efter navnet på den flod, som bebyggelsen på et tidspunkt lå ved. Omkring 1853 fik byen sit nuværende navn, Seattle, efter indianerhøvdingen Noah Sealth, der af guvernøren for territoriet var udpeget som høvding for Duwamish og Suquamish stammerne.
I 1889 nedbrændte det meste af byens forretningsdistrikt, omkring det nuværende Pioneer Square, men ingen mennesker mistede livet, og man besluttede efter branden, at genopbygge byen ovenpå ruinerne af den gamle by. I dag kan man komme på rundvisninger i undergrunden, og se, hvordan byen så ud i 1889.
I 1897 startede det såkaldte Klondike Gold Rush, og dette betød, at Seattle blev transportcentrum for de mange guldgravere, der rejste nord på til Alaska og Canada og retur. I 1909 afholdt man udstillingen Yukon-Pacific Exposition på University of Washingtons område og i 1962 blev der holdt Verdensudstilling (World Fair) i byen. I 1990 var byen vært for Goodwill Games. I 1999 afholdt Verdenshandelsorganisationen (World Trade Organization – WTO) ministerkonference i byen, hvilket gav anledning protester og oprørsagtige scener i byen. I 2001 blev byen ramt af et jordskælv af en styrke på 6,8 på richterskalaen. Jordskælvet skabte dog kun mindre ødelæggelser i selve byen.
Seattle har oplevet en række økonomiske højdepunkter. Det første allerede kort efter byens grundlæggelse, hvor tømmerindustrien i byens omegn fik økonomien til at blomstre. Det næste boom kom i forbindelse med Klondike Gold Rush, der gav byen en økonomisk opblomstring, der varede helt ind i begyndelsen af det 20. århundrede. I denne periode (1907) blev det første firma, der skulle blive verdensomspændende, grundlagt i Seattle, American Messenger Service, nu kendt som United Parcel Service eller blot UPS. Det næste økonomiske opsving kom slutningen af den første tredjedel af det 20. århundrede og var baseret på skibsbygning, der i en årrække var byens hovederhverv.
Senere kom endnu et økonomisk boom, da Boeing, som var etableret i byen i 1916, udvidede sine aktiviteter under 2. verdenskrig. I 1960'erne og 1970'erne var økonomiske nedgangstider for byen, og mange flyttede væk for at finde arbejde andre steder. Boeing har stadig sin produktion i byen, men i 2001 flyttede fabrikken hovedkvarteret til Chicago. I Seattle producerer firmaet Boeing 737, 747, 767, 777 og det nye superfly, 787. Hallen, hvor de sidstnævnte flytyper fremstilles, siges at være verdens største bygning. I 1990'erne fik byen et nyt økonomisk højdepunkt, denne gang forårsaget af softwarefirmaer som Microsoft, Amazon.com og andre virksomheder, beskæftiget med internettet. Dette højdepunkt ebbede ud omkring år 2000, og byen er for tiden inde i en økonomisk nedgangsperiode.

## Geografi
Byen ligger på 47 grader, 36 minutters nordlige bredde, svarende nogenlunde til Quebec i Canada, Zürich i Schweiz og Harbin i Kina, og på 122 grader 19 minutters vestlig længde, svarende til San Francisco.
Seattle ligger mellem Puget Sound i vest og Lake Washington i øst. På vestsiden af Puget Sound, ligger Olympic Pensinsula, med bjergkæden Olympic Range, nord og øst for byen ligger bjergkæden Cascade Range. Selve byen er forholdsvis bakket, specielt er der nogle stejle skråninger fra havnen ved Elliott Bay (en forgrening af Puget Sound) mod øst til "Downtown". I Puget Sound ligger adskillige større og mindre øer, og byen har USA's mest udbyggede færgetransportsystem, med færger fra Seattle til øerne, Olympic Peninsula, Vancouver i Canada m.v.
Under byen går en geologisk forkastning, Seattle Forkastningen, og siden sin grundlæggelse har byen været ramt af fire større jordskælv (i 1872, 1949, 1965 og senest i 2001, hvor det første med 7,3 på richterskalaen var det kraftigste). Den største geologiske trussel mod byen kommer dog fra den såkaldte Cascadian Subduktions Zone, som forventes at kunne (og på et tidspunkt vil) afstedkomme et jordskælv på mere end 9.0 på richterskalaen. Et sådant jordskælv vil formodentlig ødelægge det meste af Downtown og byens industriområde.
I nærheden af byen ligger flere vulkaner, blandt andre Mount Rainier, der er byens naturlige vartegn, og som ofte afbildes ved siden af Space Needle på postkort og andre billeder fra byen, selv om den ligger ca. 85 km. sydøst for byen. Andre vulkaner i byens nærhed er Mount Baker, ca. 150 km. mod nordøst og og Mount St. Helens ca. 150 km. syd for byen. Alle tre regnes som aktive, selv om kun Mount St. Helens har haft et udbrud i nyere tid (1980).

## Klima
Byen har et mildt tempereret kystklima. Bjergkæderne omkring byen beskytter mod kraftige storme, og byen ligger i "regnskyggen" fra Olympic Range. Så på trods af sit ry, og sit tilnavn som "Rainy City", får byen mindre nedbør end fx New York City, Atlanta og flere andre byer på den amerikanske østkyst. Den gennemsnitlige årlige nedbørsmængde er ca. 1.000 mm. (I Danmark er den gennemsnitlige nedbørsmængde ca. 700 mm om året). Til gengæld har Seattle omkring 225 dage om året, hvor det er overskyet mod fx ca. 130 i New York City, og dette har været med til at give byen sit ry. Og kun 130 km. mod vest, i Hoh-regnskoven på Olympc Peninsula er den gennemsnitlige årlige nedbørsmængde 3.600 mm.
Sne er ret sjælden i byen hvor der kun nogle gange forekommer frost. De laveste temperaturer ligger omkring 2-3 grader celsius om natten i vintersæsonen, og den laveste temperatur, der nogensinde er målt er -18 grader celsius den 31. januar 1950. De højeste temperaturer om sommeren ligger omkring 22-23 grader. Den højeste temperatur, der er målt, var 37,7 grader den 20. juli 1994. Temperaturmålingerne stammer fra Sea-Tac lufthavnen, der ligger lidt syd for byen, og indbyggerne hævder at temperaturerne i selve Seattle er noget højere. Ifølge "de lokale" stammer varmerekorden fra 1984 og er på 39,1 grader celsius. Vejret skifter meget i byen og kan i juli svinge fra 12–13 grader celsius og regn den ene dag til 34-35 grader celsius og sol den næste.

## Økonomi
Fem af USA's store virksomheder har hovedsæde i byen. Det drejer sig om Washington Mutual (finansvirksomhed), Amazon.com (internethandel), Nordstrom (stormagasinkæde), Starbucks (kaffe og cafekæde) og Safeco (forsikringsselskab). Alle disse firmaer er på Fortune 500's liste over over de 500 største virksomheder i USA efter omsætning. Lige uden for listen ligger Expeditors International (transport og spedition). I småbyerne omkring selve Seattle ligger andre store virksomheder. Størst af disse og Washingtons største virksomhed er Costco (grossistvirksomhed) i byen Issaquah. Microsoft (software) ligger i Redmond. Det samme gør Nintendo of America og McCaw Cellular (mobiltelefonselskab). Weyerhaeuser (skovbrugsmaskiner) ligger i byen Federal Way og i Bellevue ligger Paccar (lastbiler) og T-Mobile US.
Indtil 2001, hvor hovedsædet flyttede til Chicago, var Boeing (fly- og rumfart) områdets største arbejdsplads, og firmaet er stadig en af de største arbejdsgivere i området med fabrikker i Everett og Renton.
De mange store virksomheder, og byens voldsomme satsning på bioteknologi i de seneste år, med firmaer som Corixa, Amgen og ZymoGenetics, har gjort byen til en meget dyr by at købe fast ejendom i. I 2005 rangerede Forbes byen som USA's dyreste by ved anskaffelse af fast ejendom i forhold til indtægtsniveauet i byen, og i faste priser er det stort set kun i New York City og San Francisco, at boligpriserne er højere.

### Studiemiljø
Byen huser flere universiteter, blandt andet University of Washington, Seattle Pacific University og Seattle University. Byen har et rigt ungdomsmiljø og virker meget europæisk og afslappet i sin fremtoning i forhold til så mange amerikanske storbyer.

## Sport
Seattle er hjemsted for flere professionelle hold i forskellige sportsgrene, fx;
- Seattle Mariners (baseball)
- Seattle Seahawks (football)
- Seattle Sounders FC (fodbold)
- Seattle Storm (basketball)
- Seattle Thunderbirds (ishockey)
- Seattle Saracens (rugby union)

## Kultur
Space Needle, der blev bygget til verdensudstillingen i 1962 er byens vartegn. Den ligger lidt nord for Downtown i Seattle Center, hvor der også ligger en række museer, musikhuse mv. Space Needle er byens 6. højeste bygningsværk og indeholder souvenirbutik, udsigtsplatform og en roterende restaurant. Fra Seattle Center til Downtown, en strækning på ca. 1,5 km, går en monorail, der kører turen mellem de to stop på 90 sekunder. Både Space Needle og monorailbanen anvendtes som baggrund i mange af scenerne i Elvis Presleys film It Happened At The World's Fair, hvor handlingen netop er henlagt til verdensudstillingen.
Seattle er hjemsted for rigt kulturliv, blandt andet inden for musik. De fire bands (Nirvana, Pearl Jam, Soundgarden og Alice in Chains), der senere blev definerende for musikgenren grunge, kommer alle fra Seattle, men byen kendes også for andre musikere inden for andre retninger, fx Sir Mix-A-Lot (rap), Bill Frisell (jazz) og Jimi Hendrix (rock). Endvidere er byen også kendt for klassisk musik. Blandt er Seattle Symphony orkesteret et af de orkestre i verden, der har indspillet og udgivet mest musik. Seattle Opera er berømt for sine Wagner opførelser, og Pacific Northwest Ballet er et af USA's mest anerkendte balletkorps, og korpsets balletskole regnes som en af de tre bedste i USA.
En af byens største turistattraktioner er Pike Place Market, der hvert år besøges af næsten 10 millioner mennesker. Her findes boder, hvor der sælges kunsthåndværk, fisk, grøntsager, brød, kød, nødder, og ikke mindst souvenirs, og her åbnede den første Starbucks i 1971. Seattle, som også er kendt som verdens kaffehovedstad, bugner med små hyggelige cafeer.
I omegnen omkring byen ligger en del vinerier, der laver vin, dels af druer fra Columbia Valley, men også lokale druer fra Puget Sound regionen. Specielt omkring Woodinville nord for Seattle ligger disse vinerier tæt.

## Seattle trivia
- 24 mord i 2005 giver byen en af de laveste mordrater blandt USA's storbyer.
- Byen er "glad for" brandfolk, og der afholdes blandt andet Fire Festivals, hvor man hylder byens brandfolk, og der findes et monument for brandfolk, der er døde i tjenesten i Occidental Park nær Pioneer Square.
- Komedieserien Frasier og dramaserien Greys Anatomy (Greys Hvide Verden) og (iCarly) foregår i Seattle.
- Mange fra Skandinavien udvandrede til området omkring 1900-tallet. Derfor bor der i dag mange efterkommere af skandinaver i byen.
- Byens kælenavn var tidligere "Queen City", men det var der mange andre byer i USA, der også brugte, så man lavede i 1980'erne en konkurrence om et nyt kælenavn. Konkurrencen blev vundet af Sarah Sterling-Franklin fra Californien med "The Emerald City".
- Byens officielle blomst er Dahlia (Georgine), byens officielle melodi er "Seattle, the Peerless City", og byens officielle valgsprog er "City of Goodwill" (efter afholdelsen af Goodwill Games). Tidligere var det "City of Flowers". Den officielle fugl er Blue Heron (hejre).
- Seattle er kendt som en af de mest kaffedrikkende byer i verden. Ud over Starbucks, findes også kæderne "Seattle's Best Coffee og Tully's, foruden mængder af uafhængige caféer, kafferisterier, og kaffebutikker. Sandynligvis er Seattle den storby i verden med flest caféer pr. indbygger.